# Wong Nai Chau
Wong Nai Chau (kinesiska: 黃泥洲, 黄泥洲) är en ö i Hongkong (Kina). Den ligger i den nordöstra delen av Hongkong.